# Chotiw
Chotiw (ukrainisch Хотів; russisch Хотов Chotow) ist ein Dorf in der ukrainischen Oblast Kiew mit etwa 4700 Einwohnern (2006).

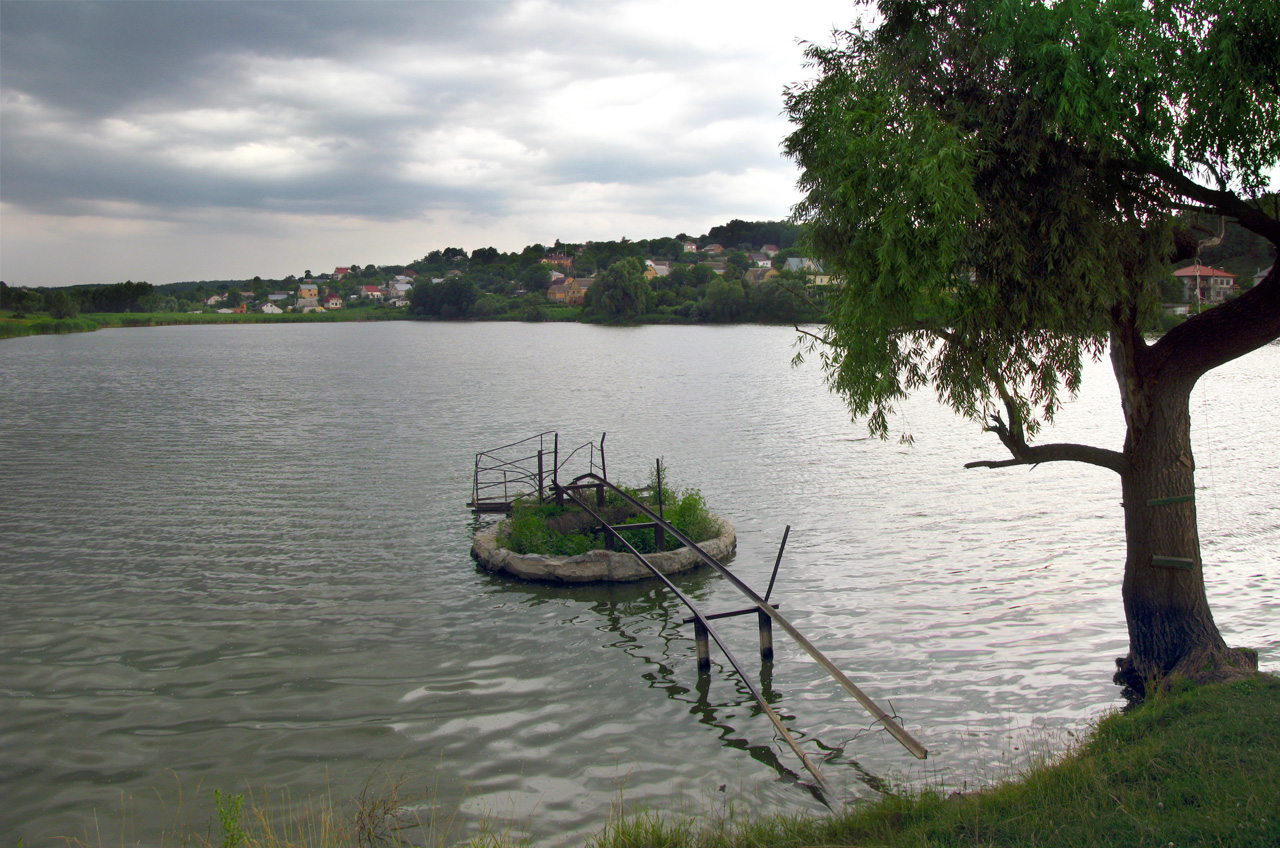
See im Dorf

Das 1465 gegründete Dorf liegt im Rajon Obuchiw südlich der Stadt Kiew am Flüsschen Wita (Віта).
Am 12. Juni 2020 wurde das Dorf ein Teil der neugegründeten Landgemeinde Feodossiwka, bis dahin bildete es zusammen mit den Dörfern Dörfern Kremenyschtsche (ukrainisch Кременище) und Kruhlyk (ukrainisch Круглик) die gleichnamige Landratsgemeinde Chotiw (Хотівська сільська рада/Chotiwska silska rada) im Osten des Rajons Kiew-Swjatoschyn.
Am 17. Juli 2020 kam es im Zuge einer großen Rajonsreform zum Anschluss des Rajonsgebietes an den Rajon Obuchiw.

## Persönlichkeiten
- Walentyn Chiltschewskyj (Валентин Кирилович Хільчевський, * 23. Dezember 1953); ukrainischer Hydrologe und Hydrochemiker